# I Want Blood
I Want Blood (укр. Я хочу крові) — четвертий сольний студійний альбом американського гітариста Джеррі Кантрелла, що вийшов 2024 року. 

## Про альбом
Альбом записано в студії Джо Баррезі JHOC Studio в Пасадіні, штат Каліфорнія. Окрім Кантрелла в записі брали участь запрошені музиканти, серед яких Дафф Маккаган, Майк Бордін, Роберт Трухільйо, Грег Пучіато, Гіл Шарон та Лола Колетт. Продюсерами стали сам Кантрелл та Джо Баррезі, відомий співпрацею з Tool, Queen of the Stone Age та Melvins.
На підтримку альбому вийшло три сингли. Дебютний «Vilified» був представлений в інтерв'ю Youtube-журналісту Ріку Беато. Другою стала пісня «Afterglow», на яку було знято відеокліп (реж. Метт Мехурін). Третім синглом стала чільна композиція «I Want Blood».
Вихід альбому запланований на 18 жовтня 2024. На підтримку альбому Кантрелл відіграє один концерт в закладі Pappy & Harriet's в Каліфорнії, а потім виступить в Чилі, Аргентині та Бразилії.

## Список пісень
| #  | Назва                | Тривалість |
| -- | -------------------- | ---------- |
| 1. | «Vilified»           | 4:31       |
| 2. | «Off The Rails»      | 5:26       |
| 3. | «Afterglow»          | 4:38       |
| 4. | «I Want Blood»       | 4:21       |
| 5. | «Echoes Of Laughter» | 5:10       |
| 6. | «Throw Me A Line»    | 5:01       |
| 7. | «Let It Lie»         | 5:44       |
| 8. | «Held Your Tongue»   | 4:46       |
| 9. | «It Comes»           | 6:29       |